# Sint-Agathakerk (Eys)
De Sint-Agathakerk is een 18e-eeuws kerkgebouw in het Zuid-Limburgse dorp Eys in de Nederlandse gemeente Gulpen-Wittem. De Rooms-katholieke parochiekerk is gewijd aan Sint-Agatha. Het barokke kerkgebouw is een rijksmonument en een voorbeeld van Luiks-Akense barok.

## Ligging
De kerk bevindt zich aan de kruising van de weg van Simpelveld naar Partij-Wittem en de weg naar Ubachsberg. Het gebouw staat in het oudste deel van het dorp, aan de voet van de Boerenberg waarop ooit het mottekasteel Eys heeft gestaan. Het kerkgebouw ligt op een kerkheuvel die wordt omgeven door een bakstenen muur.

## Geschiedenis
Reeds aan het einde van de 12e eeuw stond er op de Boerenberg in Eys een kerk die eigendom was van het Sint-Pauluskapittel te Luik. In 1712 werd het oude kerkgebouw herbouwd.
In 1732-34 werd de herbouwde kerk vervangen door het huidige gebouw, dat iets ten zuidwesten van het vorige gesitueerd werd. Dit gebeurde in opdracht van Ferdinand von Plettenberg, de toenmalige graaf van het rijksgraafschap Wittem waartoe een deel van Eys behoorde. Ze werd in barokke stijl opgetrokken naar een ontwerp van de Duitse bouwmeester J.C. Schlaun uit Westfalen en gebouwd onder het toezicht van de jonge Akense bouwmeester Johann Joseph Couven. Schlaun was in dezelfde periode ook verantwoordelijk voor de bouw van het klooster van Wittem. De barokstijl waarin beide bouwwerken zijn gebouwd is vrij weinig te vinden in de streek, het wordt gekenmerkt door de ui-vormige torenspitsen.
In 1745 werd het oude kerkgebouw afgebroken, maar het duurde tot 1770 dat de nieuwe kerk werd ingewijd.
In 1934-1935 werd de kerk onder architectuur van Nic Ramakers vergroot met aan weerszijden van het koor twee zijruimten die volgens dezelfde stijl als de kerk opgetrokken werden.

## Beschrijving
De georiënteerde bakstenen kerk bestaat uit een westtoren met klokvormige torenspits, een eenbeukig schip met drie traveeën en koor met één travee. Het schip heeft pilasters die de traveeën markeren met in iedere travee een ovaal venster. Het koor is inwendig rondgesloten, maar aan de buitenzijde rechtgesloten met hol gebogen hoeken.

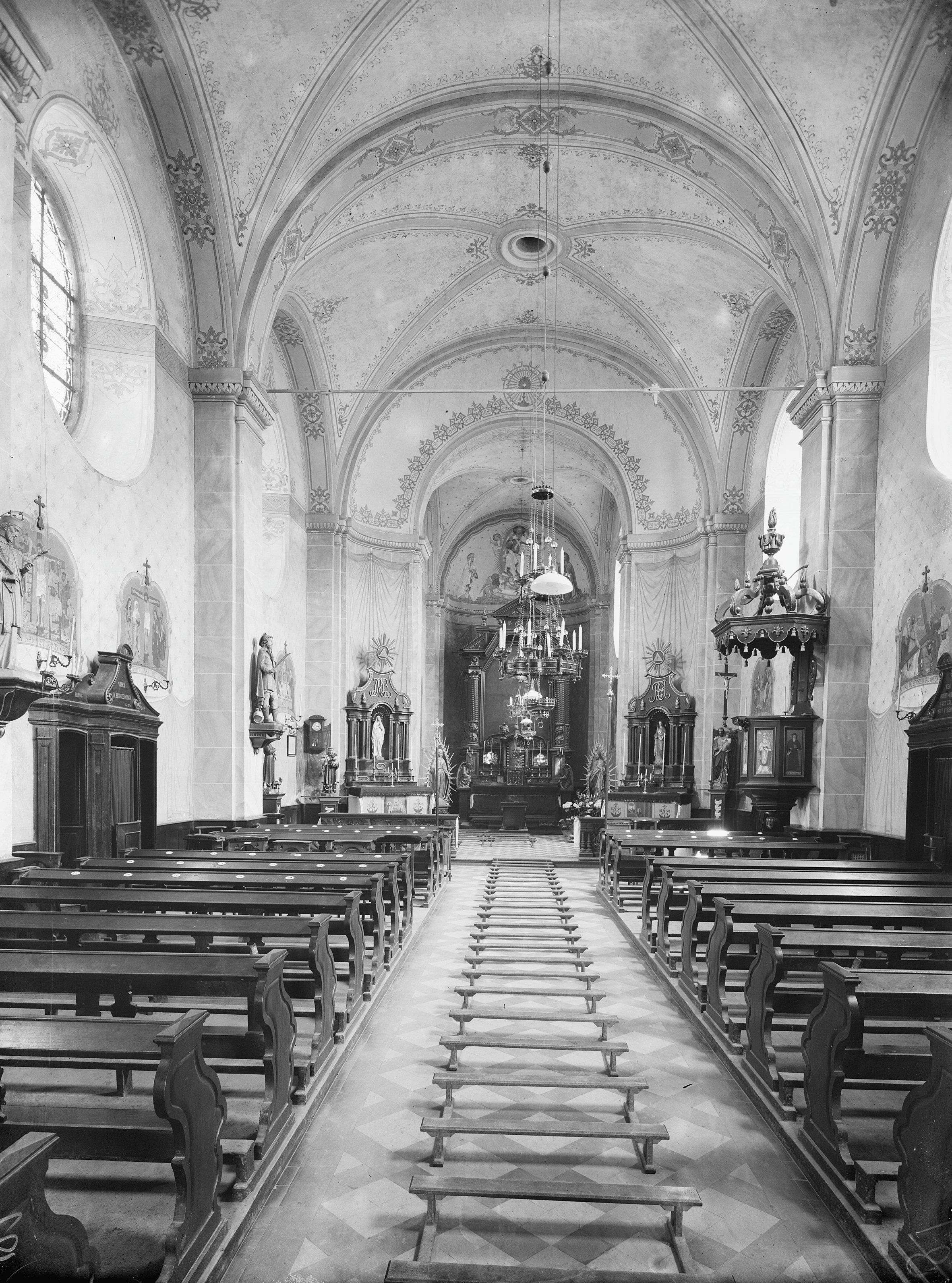
Oude interieur (voor de restauratie in 1934)
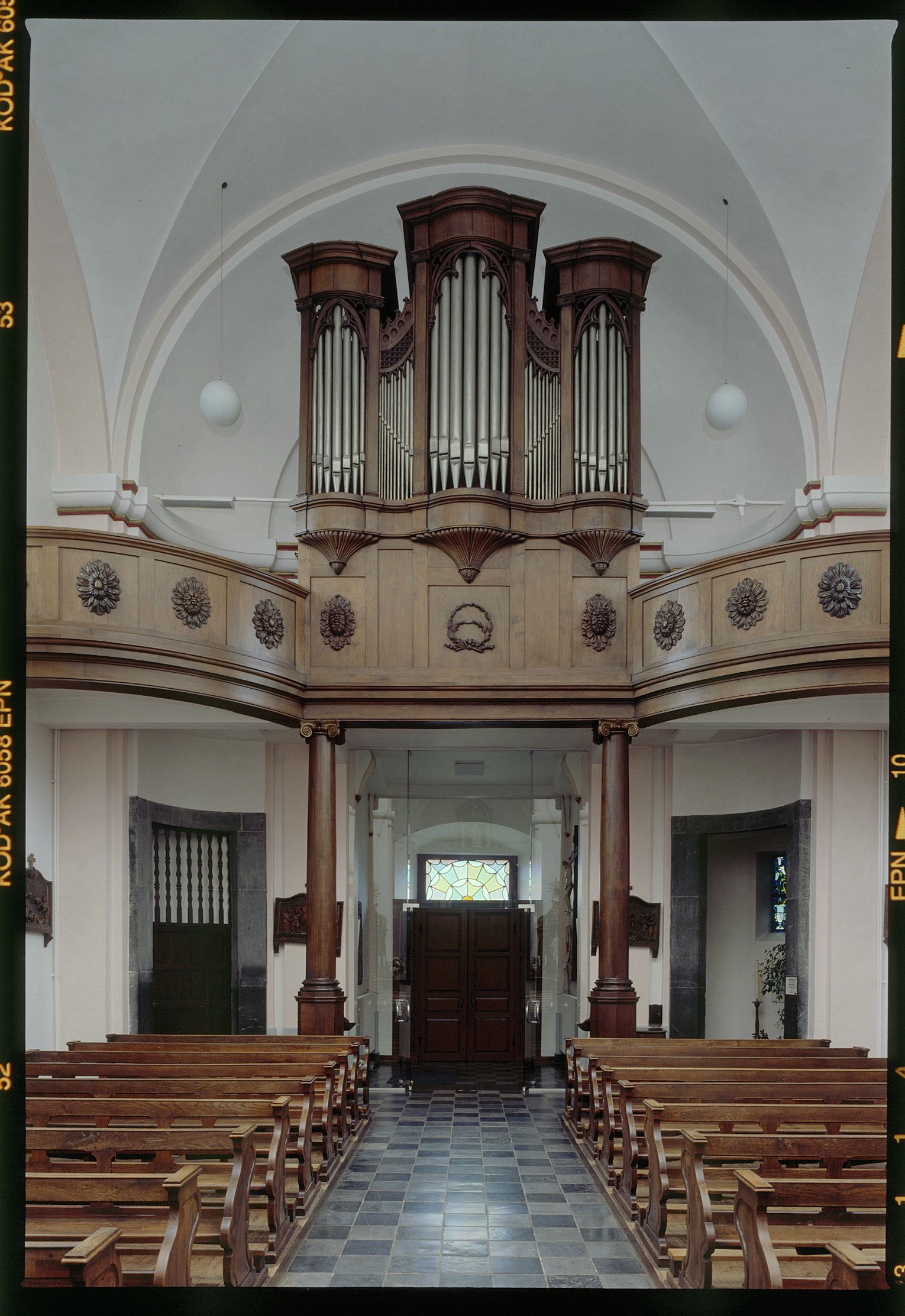
Zicht op het orgel
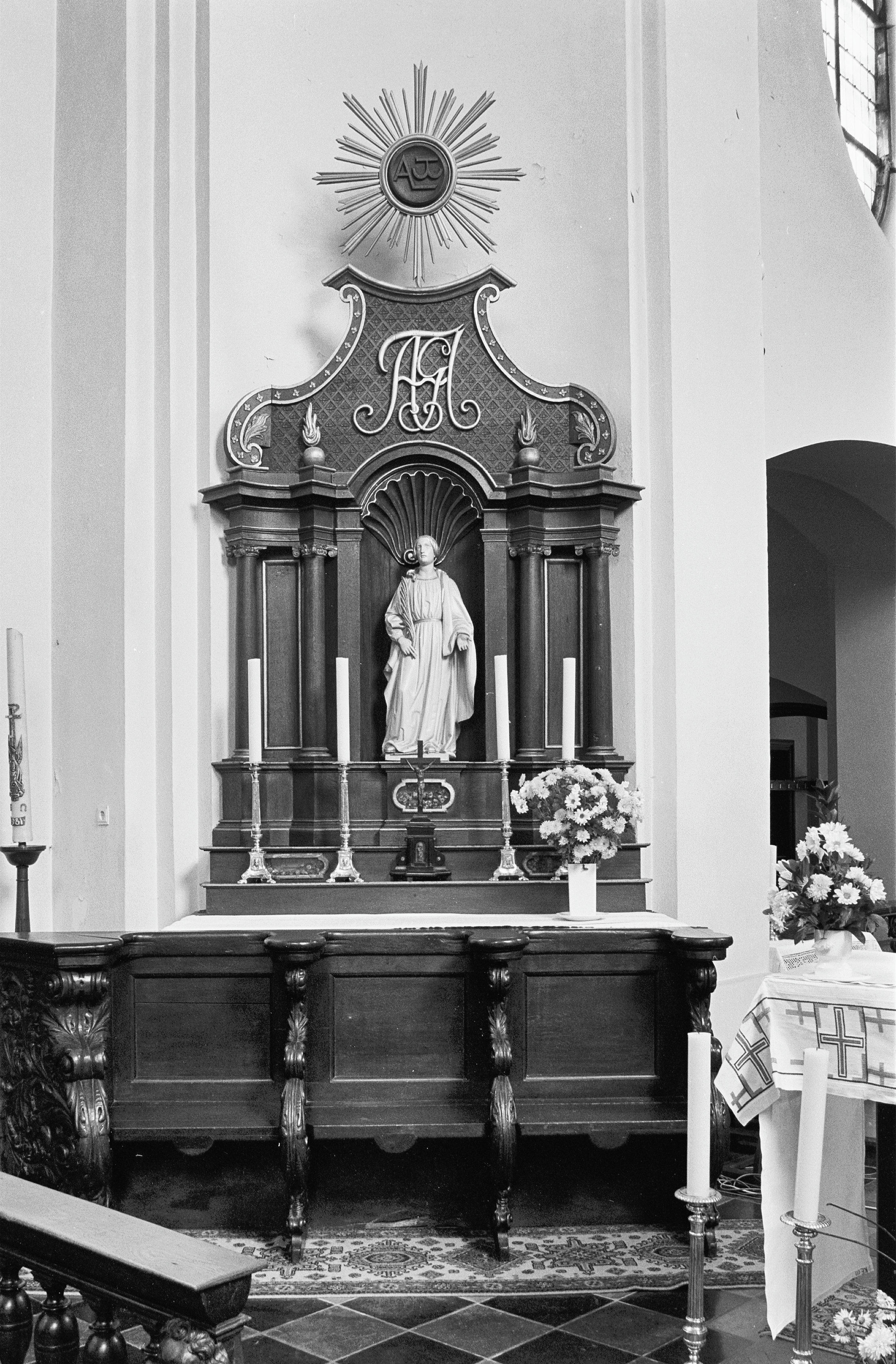
Barok zijaltaar